# Miquel de Palol
Miquel de Palol i Muntanyola (Barcelona, 2 de abril de 1953) es un arquitecto, poeta y escritor español en lengua catalana. Sus novelas El jardín de los siete crepúsculos, Ígur Neblí, Grafomaquia, El ángel de hora en hora y  El quincornio han sido traducidas al castellano y publicadas por Editorial Anagrama.

## Datos biográficos
Miquel de Palol i Muntanyola nació en la ciudad de Barcelona el día 2 de abril del año 1953, en una casa de la calle de Aragón, aunque vivió en Valladolid hasta los 17 años, donde su padre, Pedro de Palol, fue catedrático de arqueología en la Facultad de Filosofía y Letras de la Universidad de Valladolid. Miquel de Palol volvió a su ciudad natal para estudiar arquitectura. A los 19 años inició su carrera literaria como poeta. En este campo destaca El porxo de les mirades, obra con la que obtuvo el premio Carles Riba (1982) y el Premi Crítica Serra d’Or.
En el año 1989 Miquel de Palol se estrenó como narrador y publicó su primera novela: El jardín de los siete crepúsculos (en el original catalán El Jardí dels set crepuscles).
Ha obtenido los siguientes galardones: Premio Joan Crexells (1989), el Premi Crítica Serra d'Or (2008), el Premio de la Crítica de narrativa catalana (1989), el Premio Nacional de Literatura de la Generalidad de Cataluña (2010) o el Premio Ojo Crítico II Milenio de Radio Nacional de España. Según el autor, Indiferència y El porxo de les mirades son antecedentes naturales de El jardín de los siete crepúsculos, novela que se ha traducido al castellano, italiano, alemán y holandés.
El año 1991, Miquel de Palol dejó de dedicarse a la arquitectura para dedicarse exclusivamente a la literatura y a la poesía. Ha colaborado con distintos medios de comunicación y revistas científicas y culturales como Tarotdequinze, Serra d’Or, El Pont, La Vanguardia, El País, ABC, El Periódico de Catalunya, El Mundo, El Triangle, Interviú, El Urogallo, Avui, entre otras. Es miembro de la Associació d’Escriptors en Llengua Catalana (AELC) y del PEN Club.

## Obras principales

### El jardí dels set crepuscles
El libro consta de tres partes. A lo largo de siete jornadas, siete narradores diferentes, explican desde puntos de vista diferentes, su versión de una misma historia, en el Palacio de la Montaña, un refugio nuclear que podría muy bien ser en los Pirineos o Himalaya. Los huéspedes, se refugian de una guerra nuclear devastadora, cuyo motivo no es otro que la disputa de la posesión de una joya de valor y poderes incalculables. Estos siete narradores explican la historia de cómo la Banca Mir consiguió dicha joya y cómo la Banca pasó a manos de la familia Cros. Se explica el conflicto de intereses alrededor de la Banca y la joya y cómo la joya fue robada. La técnica narrativa es muy peculiar. En la historia inicial, hay los narradores, todos relacionados de una forma u otra con la familia Cros y su entorno, que explican las historias, y dentro de estas historias, aparecen nuevos personajes que explican otras historias y este proceso ser repite sucesivamente hasta ocho veces, creando así una especie de juego de muñecas rusas. Pero esto no es todo, ya que cada historia que se explica, se hace con el objetivo de poder buscar la aproximación más fiel a la verdad de los hechos que involucraron el robo de la joya, conocer la historia de la Banca Mir y la de los Cros. Aunque pueda parecer que cada vez nos alejamos más de la historia inicial, en realidad cada vez se ven los mismos hechos desde puntos de vista diferentes. Aparecen los mismos personajes con cambios de nombres, etc. Para poder seguir la narración, es necesaria una participación activa del lector. Miquel de Palol afirma que no sabe si El jardí dels set crepuscles es su mejor novela pero sí sabe que es la novela que más satisfacciones le ha aportado.

### Grafomàquia
El año 1993 se publicó Grafomàquia. Se trata del libro central de la obra de Miquel de Palol, punto de encuentro donde se recogen todas las experiencias anteriores y contiene la semilla de las próximas, las cuales se desarrollan siguiendo un procedimiento coherente y lógico. Grafomàquia explora de manera sistemática diferentes procedimientos de autorreferencia y simbolismo, que afectan a la pieza misma, el libro y el conjunto de la obra del autor, y que se basan en la música, la geometría, el lenguaje, la filosofía, las matemáticas, los enigmas y los juegos. El tiempo se trata topológicamente y se exploran todas sus posibilidades. La fragmentación del discurso también es importante en Grafomàquia aunque sea una constante de toda la obra del autor (tal y como ya sucedía con El jardí dels set crepuscles).

### Ígur Neblí
La novela cuenta el ascenso social de Ígur Neblí como caballero, con la posterior conquista del último laberinto de un imperio con un ideal panhumanista obsoleto. El emperador se esconde y la lucha por el poder dirige el Imperio hacia una guerra civil. La administración totalmente burocratizada y perfectamente jerarquizada no puede evitar el caos permanente por doquier. La justicia y la economía dependen de parámetros tan arbitrarios como el azar y el juego y la sensación de inseguridad es constante también para las clases dirigentes. Con todo, el caballero Neblí no puede evitar pensar que su rápido ascenso y sus éxitos forman parte de una planificación estudiada hasta el más mínimo detalle. Una vez superado el laberinto, a consecuencia de la burocracia Ígur Neblí no se reintegra en el lugar que le corresponde como vencedor del último laberinto y finalmente la caída del héroe es inevitable. En Contes en forma de L, hay una prolongación de la novela, en la cual vuelve a dejar abierto el destino del caballero Neblí.

### El Troiacord
El año 2001, Palol publicó El Troiacord, considerada una obra maestra de la literatura catalana. Se trata del proyecto más ambicioso del autor. El cuento filosófico "Consulta a Ripseu" filosófico fue publicado el año 1997 y fue el primer punto de entrada a El Troiacord. El Troiacord está formado por cinco volúmenes y más de 1300 páginas (Tres passos al sud, Una altra cosa, Les ales egípcies, Leandre no s'hi ha negat, El combat amb l'àngel). Aunque El Quincorn y El Legislador' fueron publicados antes que El Troiacord, en realidad fueron escritos después. El Quincorn y El Legislador son dos novelas que están muy relacionadas con El Troiacord por el hecho de que comparten personajes y temática. Según el autor, El Quincorn podría ser considerado como un sexto volumen de El Troiacord. El año 1992 fue publicado Amb l’olor d’Àfrica, un libro de cuentos de los cuales destaca sobre todo porque es un pilar fundamental de El Troiacord un cuento titulado "Fragments d’una Epifanía; discurs d’ingrés a l’Acadèmia de Bones Lletres del Dr. Sebastià Rombí".

## Obras

### Poesía
- Lotus (1a part). Barcelona: Revista Serra d'Or, 1972
- Lotus (2a part). Gerona: El Pont, 1973
- Delta. Barcelona: El Mall, 1973
- Llet i vi. Barcelona: l'autor, 1974
- Arxiu de Poemes independents. Barcelona: Pòrtic, 1975
- L'Aneguet lleig. Barcelona: l'autor, 1977
- Quan?. Barcelona: Proa, 1979
- La flor de l'atzavara de Can Coris (1980)
- Encara mor aquella primavera. Barcelona: El Mall, 1981
- Salamó. Palma de Mallorca: Tafal, 1981
- Rapsòdies de Montcada. Valencia: El Cingle, 1982
- El porxo de les mirades. Barcelona: Proa, 1983
- El viatge misteriós. Barcelona: Taller de Picasso, 1983
- Indiferència. Barcelona: Proa, 1986
- La nit italiana. Valencia: Gregal, 1986
- Quintern. Màlaga: Ángel Caffarena, 1992
- Estudis en menor. Palma de Mallorca: El Cantor, 1995
- El sol i la mort. Barcelona: Proa, 1996
- Gralles al galliner. Barcelona: Proa, 1996
- Nombra y tendrás. Madrid: Visor, 1998
- Nocturns. Barcelona: Columna, 2003
- Miquel de Palol. Lérida: Universidad de Lérida, 2002
- Fot-li, que som catalans! (Miquel de Palol, Xavier Bru de Sala, Julià de Jòdar) Barcelona: La Esfera de los Libros, 2005

### Narrativa
- El jardí dels set crepuscles. Barcelona: Proa, 1989
- Sense compromís de perversitat (con Maria de la Pau Janer). Barcelona: Tanagra, 1991
- Les Tres Ties. Barcelona: Destino, 1992 [infantil]
- Amb l'olor d'Àfrica. Barcelona: Proa, 1992
- Grafomàquia. Barcelona: Proa, 1993
- Ígur Neblí. Barcelona: Proa, 1994
- L'àngel d'hora en hora. Barcelona: Proa, 1995
- El legislador. Barcelona: Destino, 1997
- Consulta a Ripseu. Barcelona: Proa, 1997
- La fortuna del senyor Filemó. Barcelona: Cruïlla, 1997 [infantil]
- La Venus del Kilimanjaro (con Xavier Moret). Barcelona: Cruïlla, 1998 [juvenil]
- Contes per vells adolescents. Barcelona: Proa, 1998
- El Quincorn: una història romántica. Barcelona: Proa, 1999
- El Troiacord. Barcelona: Columna, 2001 (El Troiacord consta de cinco volúmenes: Tres passos al sud, Una altra cosa, Les ales egípcies, Leandre no s'hi ha negat, El combat amb l'àngel)
- Tancat per vacances (2003) (con Sebastià Alzamora, Lluís Calvo, Gemma Lienas, Andreu Martín, Isabel Olesti, Eva Piquer, Maria Mercè Roca, Care Santos i Lluís Maria Todó)
- Les concessions. Barcelona: Columna, 2004 (“Tots els Ets i Uts” tenía que ser el título de esta obra, pero por motivos que no conciernen la voluntad del autor, el libro se publicó con el título de “Les concessions”.)
- Contes en forma de L. Palma de Mallorca: Moll, 2004
- Gallifa. Barcelona: Columna, 2006
- Un home vulgar. Barcelona: Edicions 62, 2006
- El Lleó de Böcklin i sis contes més. Lérida: Pagès Editors, 2006
- Aire pàl·lid. Barcelona: Edicions 62, 2007
- El Testament d'Alcestis. Barcelona: Editorial Empúries, 2009
- Què! Estampes d'un dependent filòsof. Barcelona: Angle Editorial, 2017
- Angèlica i Rafel. Barcelona: Editorial Comanegra, 2019
- Mònica Mir. Barcelona: Angle Editorial, 2020
- Copèrnic. Barcelona: Proa, 2021
- Bootes. Barcelona: Editorial Navona, 2023

### Ensayo; Prosa de no ficción
- Descubrir España (1999)
- Els proverbis. Barcelona: Ara Llibres, 2003
- La poesía en el boudoir. Barcelona: Columna, 2003
- Jacint Verdaguer (2002)
- Antología de Verdaguer (2003)
- Quadern de treball: La fortuna del senyor Filemó
- Fot-li més que encara som catalans! (Miquel de Palol, Xavier Bru de Sala, Julià de Jòdar) Barcelona: La esfera de los Libros, 2006
- Dos poetes. Barcelona: Columna, 2006

### Obra traducida al castellano
- 1992 - El Jardín de los Siete Crepúsculos
- 1992 - Las tres tías
- 1993 - Entre las hélices (traducción de “Amb l'Olor d'Àfrica”)
- 1998 - Grafomaquia
- 1994 - Igur Neblí
- 1997 - El Ángel de hora en hora
- 1998 - La fortuna del señor Filemón
- 1998 - El legislador[1]
- 2004 - La Venus del Kilimanjaro
- 2001 - El Quincornio
- 2002 - Jacint Verdaguer